# Kender du Decembervej?
Kender du decembervej er en julekalender, der blev sendt første gang på DR i 1967. Den blev genudsendt i 1971 i julekalenderen Hos Ingrid og lillebror.
Den handler om Magnus Tagmus.
I dag findes alle 24 afsnit på Danmarks Radios online arkiv "Bonanza".

## Handling
Mortens legetøj kører hver dag ud i et tog for at finde en ny vogn til Mortens tog. Toget bliver ført af de to dukker Jakob og Ulla. På et tidspunkt møder de Magnus Tagmus, der kravler rundt på tagrenden.